# Arthur Quiller-Couch
Arthur Quiller-Couch, né le 21 novembre 1863 à Bodmin, Cornouailles et mort le 12 mai 1944 à Fowey, est un professeur de littérature, romancier, poète, anthologiste, et critique littéraire britannique qui a signé ses œuvres « Q ».
Q, pratiquement oublié dès les années 1950, à l'instar d'autres écrivains majeurs comme Thomas Hardy et Anthony Trollope qui ont eux aussi connu une éclipse, bien qu'étant à nouveau populaires, est cependant remarquable par l'abondance, la qualité et la diversité de sa production littéraire. Aussi a-t-il exercé une influence certaine sur la littérature aussi bien britannique que cornique, comme auprès du grand public et des milieux universitaires. Si peu de ses ouvrages sont aujourd'hui disponibles en librairie, son nom reste associé à son Art de l'écriture (Art of Writing) et aussi pour avoir servi de mentor à Daphne du Maurier.
Son style châtié a attiré l'attention de critiques ou écrivains de renom comme F. R. Leavis, Alistair Cooke, Helene Hanff et John Mortimer. D'autre part, en tant que militant du parti libéral, il a conduit une action sociale non négligeable en Cornouailles, en particulier dans le domaine éducatif, et a milité pour la défense et la préservation de la culture cornique.

## Biographie
Aîné d'une fratrie de cinq enfants, le jeune Quiller-Couch est d'abord lycéen à Clifton College à Bristol, où il se révèle très bon en gymnastique et obtient un 1er prix de poésie en 1881. Il étudie ensuite les lettres classiques pendant quatre ans à Trinity College, où il laisse surtout le souvenir d'un excellent rameur sur l'Isis. En 1886, Quiller-Couch est nommé (lecturer) à Oxford, mais ses multiples activités sociales, mondaines et sportives, de même que la rédaction des journaux d'étudiants, etc. l'empêchent d'obtenir les notes qui lui permettraient d'accéder au grade de fellow.

### Parcours personnel et universitaire
Le décès de son père, puis de son grand-père, le laissant seul soutien d'une famille fortement endettée, il se voit contraint de quitter Oxford et d'accepter un emploi de rédacteur à Londres chez l'éditeur Cassell. Pour survivre, il se livre à un éreintant travail de littérature alimentaire, mais trouve aussi l'énergie de participer à la rédaction de l'hebdomadaire The Speaker et d'écrire son premier roman, Dead Man’s Rock. Dead Man's Rock, publié en 1887 sous le pseudonyme de Q, est comparé par la critique à L'Île au trésor de Robert Louis Stevenson (paru six années plus tôt).
Q est déjà connu pour son travail de critique littéraire lorsqu'en 1889 il publie son roman historique The Splendid Spur . Son deuxième ouvrage, dédié à son vieil ami l'universitaire Charles Cannan et dont l'action se déroule pendant la Première révolution anglaise, scelle définitivement son entrée en littérature. De plus, Q publie de nombreuses nouvelles inspirées par l'histoire et l'abondant folklore corniques ; il les rédige au cours de ses longs et fréquents trajets en train entre les Cornouailles et Londres.
En 1889, Q épouse une jeune femme de la bonne société de Fowey, Louisa Amelia Hicks, qu'il courtise depuis longtemps. En 1892, surmené, au bord de la dépression et ne supportant plus la vie à Londres, il suit le conseil des médecins et va s'établir à Fowey où le couple acquiert The Haven (Le Hâvre), grande maison grise couverte de lierre au bord de la ria de Fowe. De la fenêtre de son bureau, ou de son jardin, Q peut voir régater les voiliers du Royal Fowey Yacht Club dont il sera très longtemps le « commodore ». Un ami de Q, Kenneth Grahame (auteur de Le Vent dans les saules), séjourne souvent à Fowey et ses environs ; l'un de ses personnages, Sea Rat, décrit « la petite ville maritime, grise, accrochée au flanc escarpé de la baie », avec ses maisons, son fort, son église en granit local et ses toits couverts d'ardoise.
En 1900, à 37 ans, Q publie son anthologie The Oxford Book of English Verse qui lui assure la célébrité. Lecteur et écrivain infatigable, il fera paraître deux autres anthologies au cours des décennies suivantes, The Oxford Book of Ballads et The Oxford Book of Victorian Verse ; il sera également l'auteur d'essais, de poèmes et de contes pour enfants, de même que de très nombreuses nouvelles et de treize romans fondés sur des thèmes extrêmement divers.
Q, élevé au rang de Knight Bachelor par le roi en 1910, est nommé Honorary Fellow de Trinity College, Oxford, puis est choisi en 1912 pour devenir « professeur honoraire du roi Édouard VII » à Université de Cambridge, où il sera nommé Honorary Fellow de Jesus College. C'est une mutation du mode de vie importante pour l'écrivain qui, s'étant toujours proclamé fils de l'alma mater d'Oxford, se retrouve professeur de littérature et fellow à Cambridge. Les cours qu'il y a dispensés seront réunis en deux volumes : On the Art of Writing (1916) et On the Art of Reading (1920).
Le fils de Q, Bevil, meurt en 1919 alors qu'il était encore sous l'uniforme en Allemagne ; ce deuil affecte beaucoup l'écrivain qui trouve refuge dans un travail acharné. Ayant obtenu que la faculté de Cambridge instaure l'examen tripos de littérature anglaise moderne, il termine en 1920 la série de ses Oxford Books avec Oxford Book of English Prose. Après la guerre, il reçoit dans les amphithéâtres les jeunes hommes de retour du combat, en même temps qu'il assiste à l'augmentation des effectifs féminins dans les collèges de Girton et Newnham.
En 1923, à 60 ans, sa vue baisse, la cécité menace et le public se détourne de son œuvre ; cependant, convaincu que les lecteurs lui reviendront, il entreprend le récolement de ses écrits dans la Duchy Edition de 1929 qui compte trente volumes.
Q ne terminera malheureusement pas son autobiographie, Memories and Opinions: an Unfinished Autobiography, publiée à titre posthume par sa famille et ses amis en 1944.

### Le cercle des proches

#### Famille

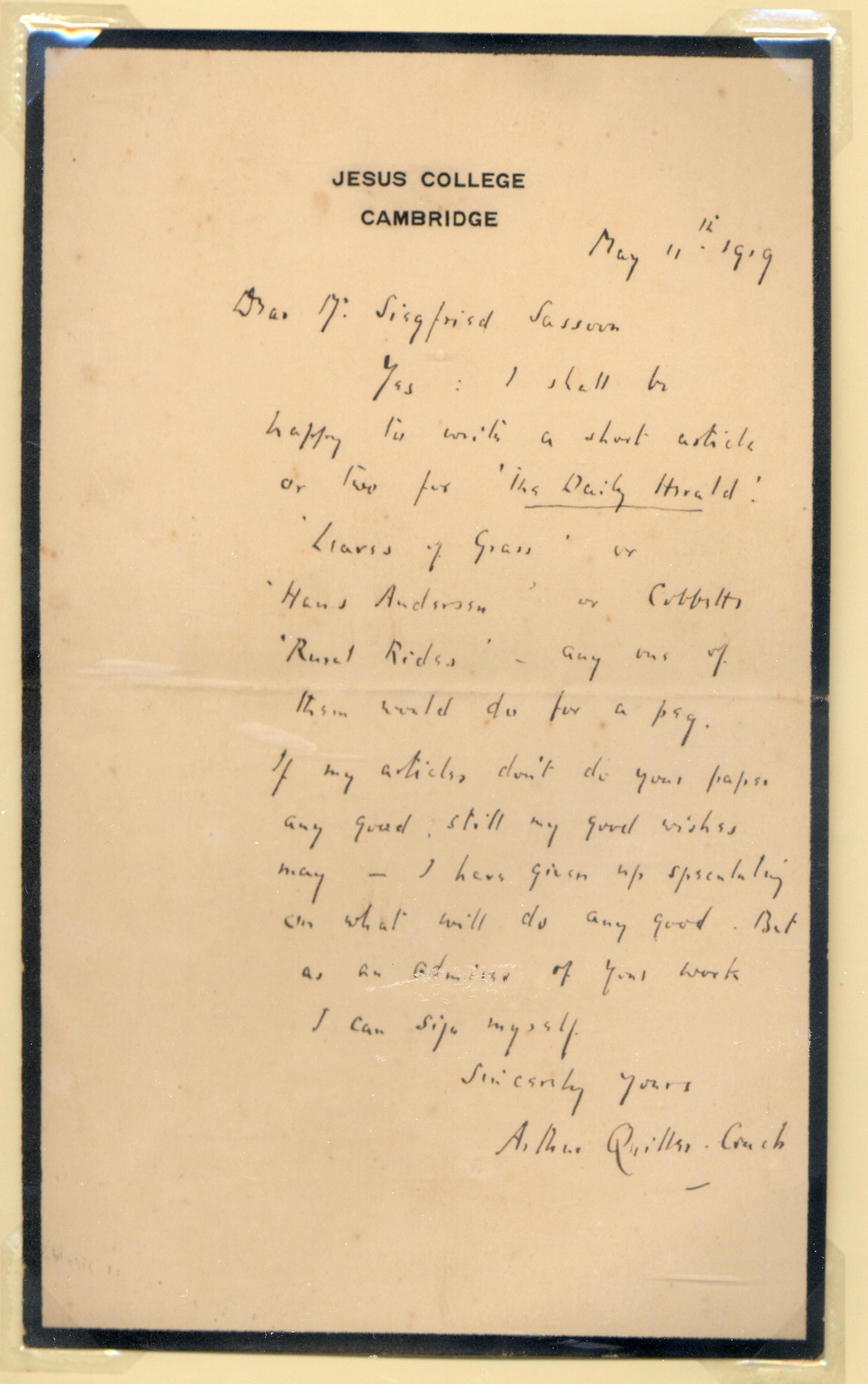
Lettre du 11 mai 1919 à Siegfried Sassoon, héros et grand poète de guerre puis militant pacifiste, enfin rédacteur-en-chef littéraire du Daily Herald, sur papier bordé de noir ; Q y confirme sa collaboration au journal et mentionne son découragement après la mort de son fils : J'ai renoncé à rechercher ce qui pourrait être bon.

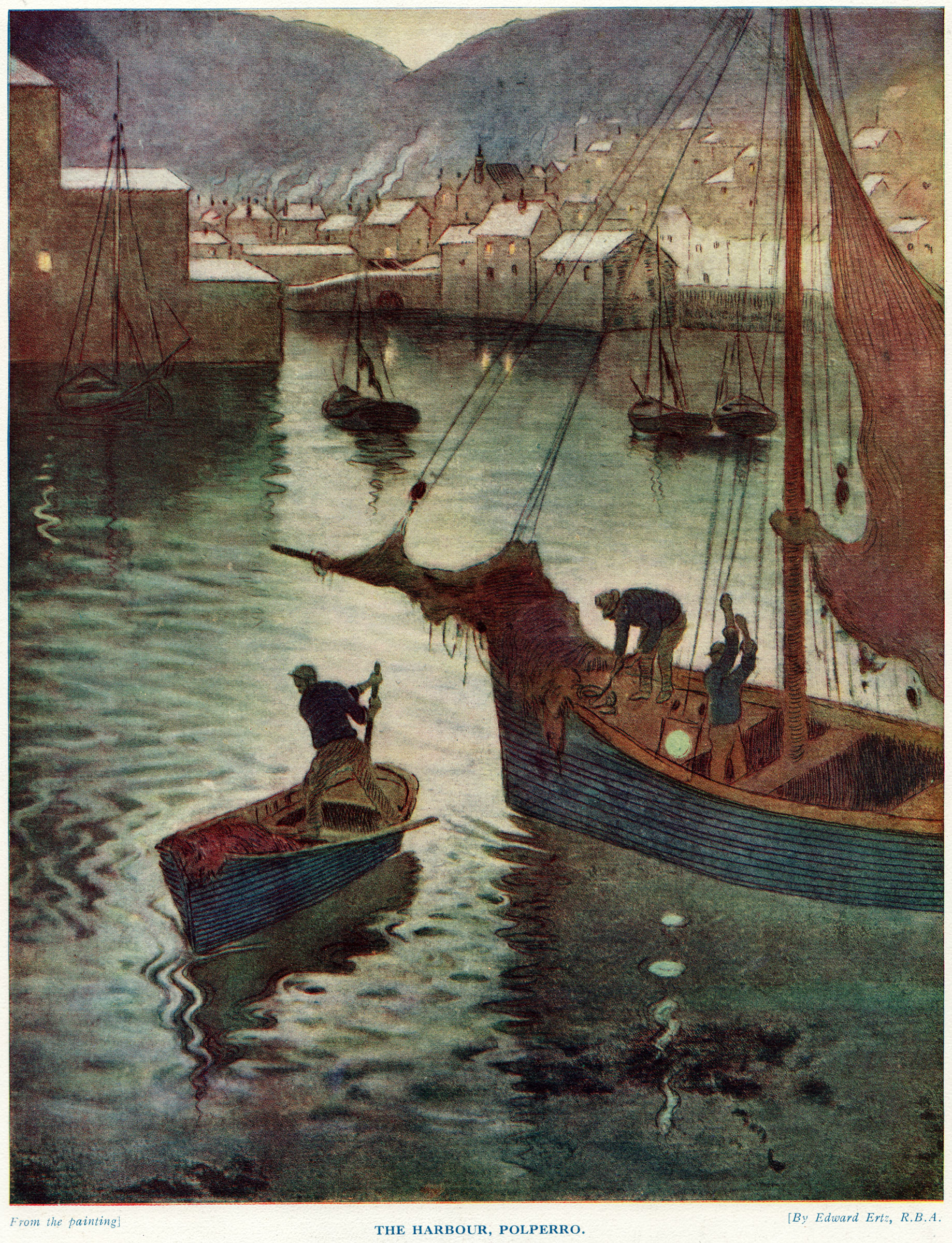
Le petit port de Polperro.

Jonathan Couch, le grand-père, exerça la médecine autour du petit port de Polperro et fut aussi un éminent naturaliste, spécialiste de la faune, surtout en ichtyologie, et de la flore corniques. Le père et deux oncles furent eux aussi médecins. Sa sœur, Mabel Quiller-Couch (en) (1866–1924), publia des compilations et des livres pour enfants ; après une déception amoureuse, elle se retira chez sa sœur Lilian à Hampstead avec laquelle elle poursuivit ses travaux en collaboration.
Son fils Bevil (1890-1919), membre de Trinity College et special reservist, fait toute la guerre dès 1914 comme officier d'artillerie. Il épouse fin 1918 une jeune poétesse, alors infirmière en France, May Wedderburn Cannan, fille du doyen de Trinity College, grand ami de son père. Après l'armistice, Bevil Quiller-Couch connait une lune de miel de trois semaines, puis rejoint sa batterie en Allemagne où il meurt, au début de 1919, de la grippe espagnole près de Cologne ; Mary écrira Tears of War (« Larmes de guerre »), poème inspiré par la douleur des veuves de guerre. Q, écrasé par le deuil, abandonne la rédaction du roman Castle D'Or qu'il était en train d'écrire, que Daphne du Maurier terminera quarante ans plus tard.

#### Amis, collaborateurs, élèves et relations littéraires
J. M. Barrie, futur créateur de Peter Pan ; l'amitié entre les deux hommes est née lors de leur participation au comité de rédaction de l'hebdomadaire The Speaker, l'une des nombreuses productions de la maison d'édition Cassel. Barrie fut aussi un grand ami du jeune Bevil et devint le parrain de sa sœur ; cependant, l'amitié de Q et de Barrie finit par se distendre avec le temps.
Alfred Parsons, illustrateur et jardinier qui atteignit la célébrité au tournant du siècle, connut lui aussi Q dès leurs débuts au The Speaker. En 1892, quelques semaines après le mariage de Q, Parsons l'accompagna lors d'une grande excursion à pied et en canot sur la rivière Avon. Les deux hommes conçurent ensuite le livre The Warwickshire Avon, dont le texte a été rédigé par Q et dont les illustrations (aquarelles transposées en gravures) ont été réalisées par Parsons.
J. Dover Wilson (1881-1969), spécialiste avéré (et, pour certains, très controversé, surtout pour son imagination débordante) de Shakespeare ; Q l'aida à rééditer les œuvres du maître dans The New Shakespeare, publié par Cambridge University Press en 1921) et exerça sans doute sur lui une influence modératrice.

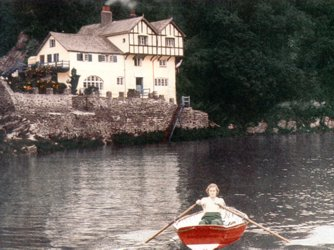
Amie de Q, Daphne du Maurier rejoint en canot sa maison près de Fowey (1931).

En 1961, à la demande de Foy (la fille de Q) et en hommage à son maître en littérature, comme en souvenir de leurs amicales rencontres d'autrefois, Daphne du Maurier termine le roman Castle Dor laissé inachevé : c'est une histoire d'amour tragique entre un vendeur d'oignons breton et une nouvelle mariée de la bonne société de Troy (Fowey), transposition au XIXe siècle de la légende de Tristan et Iseut. Et "le processus d'identification à l'écrivain disparu est si abouti qu'il est pratiquement impossible de discerner à quel endroit Daphné Du Maurier a repris le travail de Q".
F. R. Leavis (1895-1978) fut l'un des étudiants préférés de Q avant de devenir membre de la New criticism et critique littéraire influent dans la Grande-Bretagne de la première moitié du XXe siècle. William Aubrey Darlington fut aussi formé par Q.
Maarten Maartens (1858-1915), écrivain néerlandais en langue anglaise devint aussi célèbre que Thomas Hardy, dont il était l'ami, avant d'être complètement oublié après sa mort en 1915. Q préfaça un recueil réunissant sa correspondance.
A. L. Rowse (1903-1997), homme de lettres et historien spécialiste des Cornouailles, de Shakespeare et de l'Ère élisabéthaine ; fils d'un mineur de kaolinite local, il est encouragé par Q, qui a discerné ses qualités, à poursuivre ses études. Il a publié, parmi une énorme production littéraire, une biographie de son mentor.
Helene Hanff, à distance tant par la géographie (elle était new-yorkaise et n'aimait pas voyager) que dans le temps, avait une prédilection pour, entre autres auteurs britanniques inconnus aux États-Unis, la personne et les œuvres de Q ; son livre 84, Charing Cross Road mentionne trois des ouvrages de Q : The Oxford Book Of English Verse, The Pilgrim's Way, et Oxford Book of English Prose, qu'elle charge le célèbre libraire Marks & Co. (précisément situé à l'adresse qui sert de titre au roman) de lui procurer. H. Hanff a publié un hommage à Q, Q's Legacy, en 1985.
Frederick Brittain, ami et collègue de Q à Cambridge, a écrit sa première biographie, parue en 1947, trois ans après sa mort.

### Le hâvre: Fowey

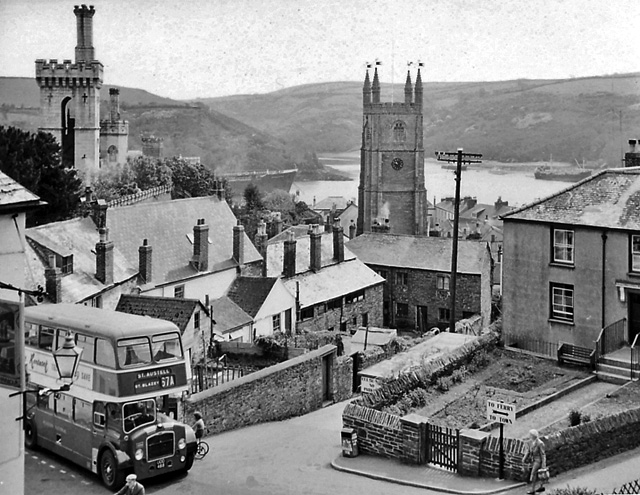
La « petite ville maritime grise » (Kenneth Grahame).
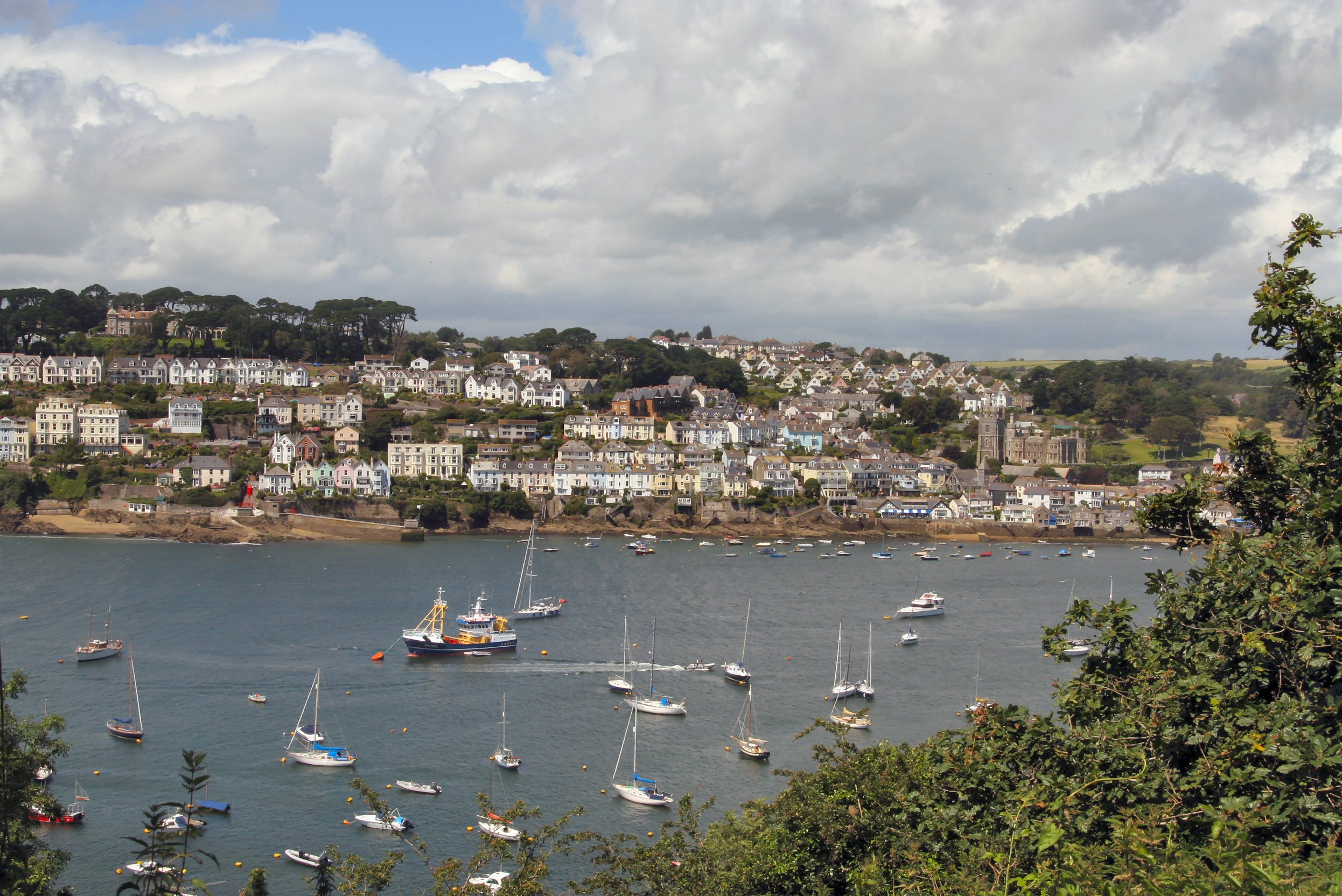
Fowey, son église, son château et ses quais au bord de sa ria.
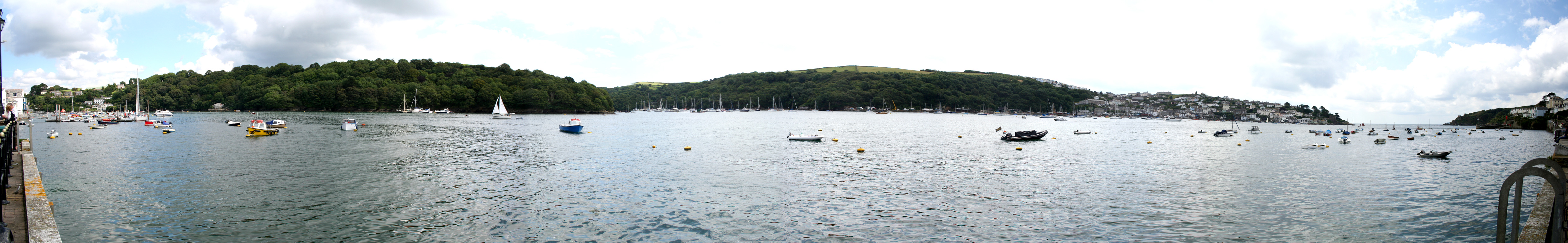
Panorama de la baie.
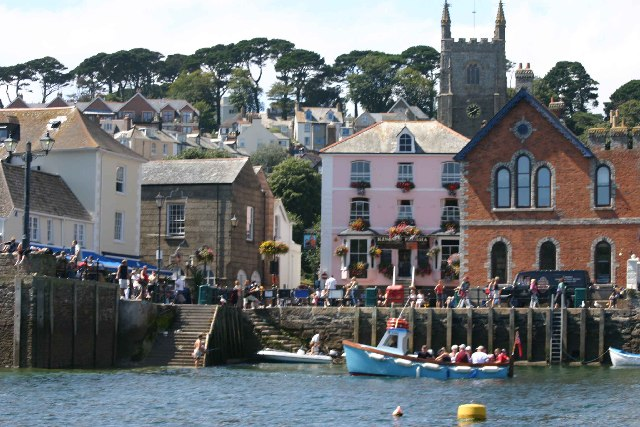
Le petit port.

L'œuvre entière de Q reflête son amour pour Fowey, ce petit port des Cornouailles à qui il doit son rétablissement lorsque, jeune encore, il quitte Londres où, attaché comme « plume » aux publications Cassel, il abattait de la copie et se surmenait. Il rappelle cette adoption en des vers devenus célèbres : 
| And so I went and pitched my tent Above a harbour fair Where vessels picturesquely rigg’d Obligingly repair. The harbour is not mine at all: I make it so – What odds? And gulls unwitting on my wall Serve me for garden-gods. | Donc, je vins, et plantai ma tente Au-dessus d'une belle rade Où des bateaux aux gréements pittoresques Sont obligeamment carénés. La baie n'est pas du tout mienne Mais j'en prends possession. Où est le problème ? Et des mouettes posées sur mon mur Sans le vouloir me servent de dieux du jardin. |

| « Of all views, I reckon that of a harbour the most fascinating and most easeful, for it combines perpetual change with perpetual repose. It amuses like a panorama and soothes like an opiate » | « De toutes les vues, je trouve que celle d'une baie est la plus fascinante et la plus agréable, car elle distrait comme un panorama, et calme comme un opiacé. » |

Q avait surnommé Fowey « Troy « ou « Troy Town »,. J. M. Barrie parlait de Fowey comme d'un « village de poupée » (toy town) ; quant à « Sea Rat », l'un des personnages de Le vent dans les Saules, il évoque « la petite ville grise au bord de la mer ».

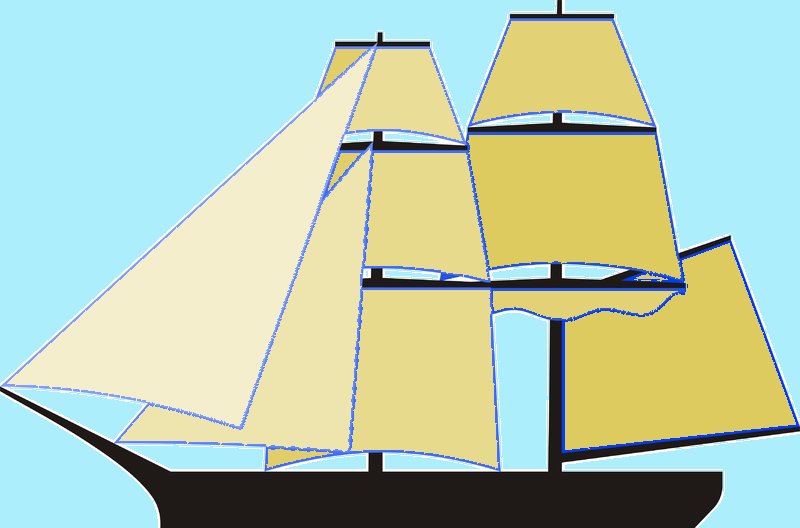
Configuration d'un Brig sloop.

Q a écrit plusieurs œuvres sur Fowey (Troy) et sa baie. Deux se détachent, The Mayor of Troy, dédié à son ami Kenneth Grahame - et la description pleine d'humour d'une régate : Hocken and Hunken. D'autre part, le roman d'amour Castle Dor se déroule au XXe siècle sur le site même d'un château qui aurait abrité la Légende arthurienne, aux environs de Fowey. Un autre roman d'inspiration régionaliste et maritime : The Roll-Call of The Reef décrit le naufrage de la corvette HMS Primrose, 18 canons, 126 hommes, lancé à Fowey en 1807, qui se jeta le 22 janvier 1809 sur un groupe de rochers devant le village de Porthoustock, près du cap Lizard à la pointe des Cornouailles, alors qu'il convoyait un transport de troupes pour l'Espagne ; seul un petit tambour survécut.
Q avait un yacht, le « Vida », amarré au yacht-club, et passait souvent des heures dans sa barque rouge baptisée « Picotee », ramant, pêchant, admirant le paysage, ou rendant visite à ses amis.
Q et son épouse étaient des piliers de la vie locale, et ce sont eux qui organisèrent à Fowey les festivités, corsos, défilés, danses et bals prolongés dans la tradition cornique, lors du jubilé de diamant de la reine Victoria en 1896, puis pour le couronnement d'Édouard VII en 1902, et encore lors du jubilé d'argent de George V en mai 1935, enfin à l'occasion du couronnement de George VI en 1937. Q diligenta auprès de l'administration royale de longues et difficiles formalités en vue d'obtenir la réinscription de Fowey sur la liste des boroughs, puis il se chargea d'organiser les festivités célébrant l'octroi de cette faveur en 1913. De plus, il occupa longtemps les charge d'alderman (membre du conseil municipal) et de juge de paix, et était connu pour ses verdicts indulgents.
De 1914 à 1918, il fut officier de la Territorial Force. Lors de l'été 1914, lieutenant de cinquante ans, il se dépensa sans compter à Fowey et aux alentours pour équiper, former, entrainer et envoyer au front les recrues du régiment local, le Duke of Cornwall Light Infantry, ; par la suite, il organisa et encadra les escouades de femmes et d'enfants qui devaient en été assurer les moissons et les travaux agricoles en l'absence des hommes. Son roman Nicky-Nan, reservist (1919) décrit les effets de la guerre sur un village : restrictions, deuils, espionnite, jalousies, envoi d'une plume blanche (White feather) aux hommes non enrôlés.
Q, cornique descendant de deux familles de gens de mer, pêcheurs et contrebandiers et passionné de voile, a été pendant des décennies « commodore » du Fowley Royal Yacht-Club, distinction à laquelle il fut élu après la mort tragique en mer, lors d'une sortie par gros temps avec Bevil Quiller-Couch, de son ami E. Atkinson à qui il avait dédié son livre Lady Good for Nothing. Q et son épouse organisèrent pendant des décennies « la semaine des régates » qui voit converger à la fin du mois d'août dans la baie de Foway de nombreux amoureux de régate en mer. En remerciement, les Q furent conviés à Noêl 1920 à un grand repas de cinquante-quatre couverts et eurent la surprise de découvrir que chaque participant avait pris le déguisement d'un des personnages de l'œuvre alors bien connue de leur hôte.
Quand, à la fin des années 1920, quelques riches régatiers locaux ont fait construire pour leurs enfants d'élégantes yoles de 18 pieds (5 m 50 de long environ) lestées d'une quille longue et grées en côtre marconi avec long bout-dehors, le constructeur a demandé à Q s'il pouvait utiliser le nom Troy. Ainsi est née la “Classe Troy”, qui permet à une soixantaine de passionnés de régater en petit comité dans la ria de Fowey depuis le début des années 1930.

### Seconde Guerre mondiale et mort
En août 1940, Q est secoué par l'explosion, tout près de lui, de trois bombes larguées par un avion allemand lors d'un raid diurne sur la côte sud de l'Angleterre. Il décrit l'incident dans une lettre à un ami, avec la jubilation d'un rescapé ; de plus, sa narration témoigne de son style imagé et de son humour, en même temps qu'elle donne une idée de son milieu de vie et de l'ambiance régnant en Angleterre à l'époque : 
| « Nous allons tous bien ici, grâce à Dieu et non pas aux Boches. Vous n'avez pas su que ces crapules ont lancé 4 grosses bombes sur moi l'autre jour alors que je travaillais dans mon petit verger. La no 1 m'a manqué de peu : elle a frappé la falaise à environ vingt pieds de moi. Et grâce à Dieu, les éclats ont volé en l'air, se dispersant en hauteur au-dessus de moi qui étais tombé sur le nez. La no 2 a arraché un pan de falaise, pulvérisant une paire de chênes et, comme l'ont écrit les journalistes “envoyant incidemment un nid de corbeau dans l'Ewigkeit. La no 3 a creusé un grand cratère, détruit un gros taillis, et dispersé le schiste par-dessous sur 50 yards. La no 4 est tombée dans la mer sans causer de dégâts. Comme vous le voyez, nous vivons dans ce que le gouvernement appelle « une zone protégée ». Nous avons eu un ou deux champs labourés par des bombes plus petites, sur nos arrières. Une école (vide) détruite. Et aussi quelques cottages à Polruan. Mais nous continuons à mener notre vie, entourés par des quantités de soldats et de marins, avec des canons à droite et des canons à gauche, par exemple une mitrailleuse Bren dans le jardin du voisin. Et nous ramassons une récolte correcte de pommes et de poires, et une récolte record de prunes et de prunelles (pourquoi les pruniers sont-ils si prolifiques cette année ? Ils doivent le savoir chez Chivers, puisqu'ils fournissent l'armée en conserves). Et maintenant, à ma grande joie, le vent s'est mis au S. W., après cette longue sécheresse, et il lève une bonne mer agitée dans la Manche. Mon épouse (qui voit toujours d'emblée et instinctivement le côté pratique des choses) pense que si les Allemands essaient de débarquer cette nuit, ils auront un terrible mal de mer. » | « We are all well here, by the mercy of Heaven and no thanks to the Boche. You haven't heard that the scoundrel dropped 4 heavy bombs on me the other day as I was working in my little orchard. N° 1 was a close call, striking the cliff some 20 feet from me. And by the Lord's guidance, sending the shards straight up, to scatter high over me as I fell on my face. N° 2 tore down a canter of cliff, blasted a couple of oaks “incidentally” (as the journalists say) removing a crows nest into the Ewigkeit . N° 3 made a large crater, destroyed a neat brake, dispersed the shale under it for some 50 yards. N° 4 fell harmlessly into the sea. So, you see, we live in what the government calls a “protected area”. We have had a field or 2 ploughed up with smaller bombs at the back of us. A schoolhouse (empty) broken. With some cottages in Polruan. But we go about our business, surrounded by the Navy and Army in numbers, with cannon to right of us, ditto to left of us – a Bren gun in the next garden for one. And we are picking in a tolerable crop of apples and pears with a bumper crop of plums and bullaces (why are plums so prolific this year? Chivers may know, who supplies the Forces). And now, to my joy, the wind is S.W., after this long drought, and knocking up quite a sea in the Channel. My wife (who always and instinctively drives at practice) suggests that if the Germans try to invade to-night, they will be horribly sea-sick. » |

Q termine sa lettre en convenant que ces trois énormes déflagrations l'ont cependant sérieusement ébranlé, et qu'il ne parvient pas à se remettre au travail.
Fin mars 1944, alors qu'il se rend au Yacht Club, il tombe sur le trottoir, s'alite et meurt quelques jours plus tard. Selon Frederick Brittain, il aurait été frôlé par une voiture, mais d'autres sources prétendent qu'il aurait été renversé par une jeep. Les rues de Fowey sont montueuses et étroites, et la côte sud de l'Angleterre était une zone stratégique ; déjà en 1914-1918, Q avait maugrée contre le sans-gêne des soldats qui avaient envahi ses Cornouailles, et réquisitionné certains bâtiments de l'université de Cambridge (un officier avait même partagé son logement de fonction, que les étudiants avaient surnommé the Q-bicle). Q était enterré dans l'église paroissiale de Saint-Finbarr de Fowey.

## Œuvre

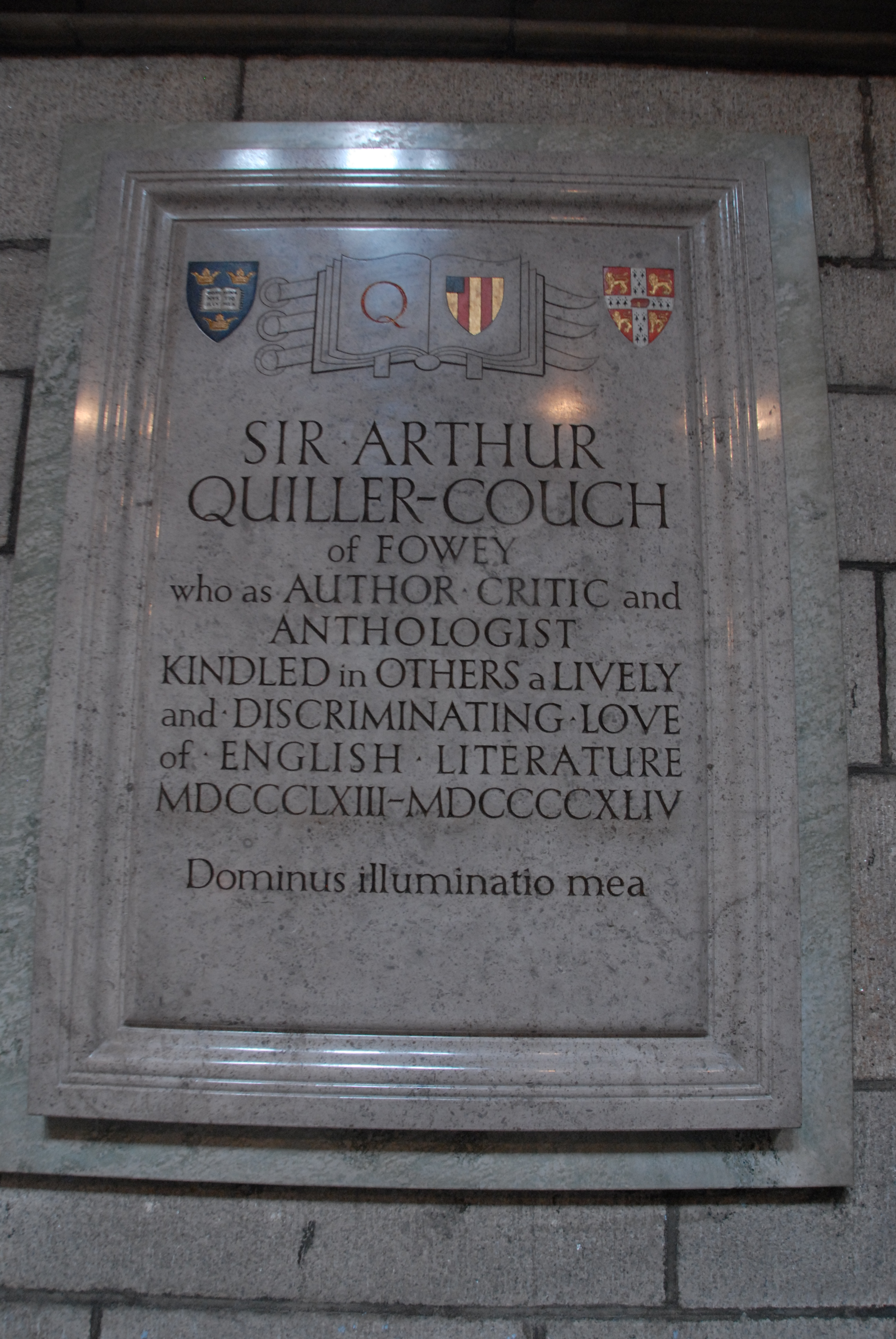
Plaque commémorative, cathédrale de Truro : « Sir Arthur Quiller-Couch de Fowey qui, comme auteur, critique et anthologiste, communiqua aux autres un amour vivace et discriminant pour la littérature anglaise ». 1863-1944. « Dieu est ma lumière » (devise de l'Université d'Oxford).

### Recensement

#### Romans et nouvelles
- Dead Man's Rock (1887)
- Troy Town (1888)
- The Splendid Spuvr (1889)
- The Blue Pavilions (1891)
- Saint-Yves (1898), (roman commencé et laissé incomplet par Robert Louis Stevenson, terminé par "Q")
- The Ship of Stars (1899)
- Hetty Wesley (1903)
- The Adventures of Harry Revel (1903)
- Fort Amity (1904)
- The Shining Ferry (1905)
- The Mayor of Troy (1906)
- Sir John Constantine (1906)
- Poison Island (1907) traduit en langue française par Jacques des Gachons
- Major Vigoureux (1907)
- True Tilda (1909)
- Œuvres complêtes réunies sous le titre Tales and Romances (30 volumes, 1928–29)

#### Poésie
- Green Bays (1893)
- Poems and Ballads (1896)

#### Critiques et anthologies
- The Golden Pomp, a procession of English lyrics from Surrey to Shirley (1895)
- Adventures in Criticism (1896)
- Oxford Book of English Verse,1250-1900 (1900)
- From a Cornish Window (1906)
- English Sonnets (1910)
- The Sleeping Beauty and other Fairy Tales from the Old French (1910)
- The Oxford Book of Ballads (1911)
- On the Art of Writing (1916)
- Notes On Shakespeare's Workmanship (1917)
- Studies in Literature (1° et de série, 1918)
- On the Art of Reading (1920)
- The Oxford Book of Victorian Verse (1922)
- Oxford Book of English Prose (1923)

#### Autobiographie
- Memories and Opinions (inachevé, publié en 1945)

### Analyse

#### La poésie élégiaque

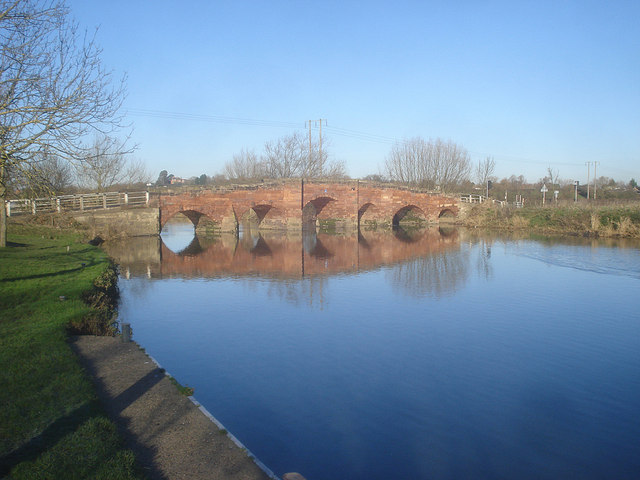
Le pont de grès rouge d'Eckington (Worcestershire) ayant inspiré Upon Eckington Bridge, River Avon.

Exemple : Poems and Ballads (1896) : Upon Eckington Bridge, River Avon
« Cœur pastoral de l'Angleterre ! Comme un psaume – de jours verts animés d'une pulsation tranquille – O vague qui se gonfle dans le calme crépuscule ! - O alouette lasse redescendant sur le froment ! - La paix s'étend-elle sur la plaine de l'ouest - Où maintenant le berger attardé voit se lever son étoile sur Malvern ? Est-ce l'Age d'Or dépeint - là-bas au loin par un nuage, et aussi des prophéties de bien-être - Berçant cette terre, avec ses collines comme des genoux repliés – et va-telle pouvoir somnoler au côté de ses fortifications ?
L'homme vivra encore après ses batailles. Elles ont balayé – la rivière Avon de Naseby Field à Savern Ham ; - Et les pierres consacrées d' Evesham ont laissé retomber – la poussière avec l'oriflamme de Montfort. – Ni la brêche rouge ni la tour qui se mirait - Ne subsistent; mais ces sillons élégants sont toujours là – creusés au fil des heures dans le parapet de grès – par les mariniers halant leurs barges et changeant de câbles ; - Ainsi donc les hommes se détourneront de leurs violents désirs – et travailleront de nouveau avec la bêche, au grand plaisir d'Adam.
Oui, et sa mère, la Nature, dans le sein de laquelle - il se réfugie comme un enfant repentant – ce n'est pas lors des trombes ou des coups de tonnerre – qu'elle proclame ses mystères les plus puissants - : mais quand dans sa tombe hivernale, dépourvue de lumière, - elle chuchote, de sa petite voix calme, encore plus divine, - - en faisant lever la tête verte de l'aconit, - en nourrissant de la sève de l'espoir le rejeton de noisetier - - et qu'elle sent le doigt de Dieu actif sur la racine, - se retourne dans son sommeil, et murmure le printemps. »

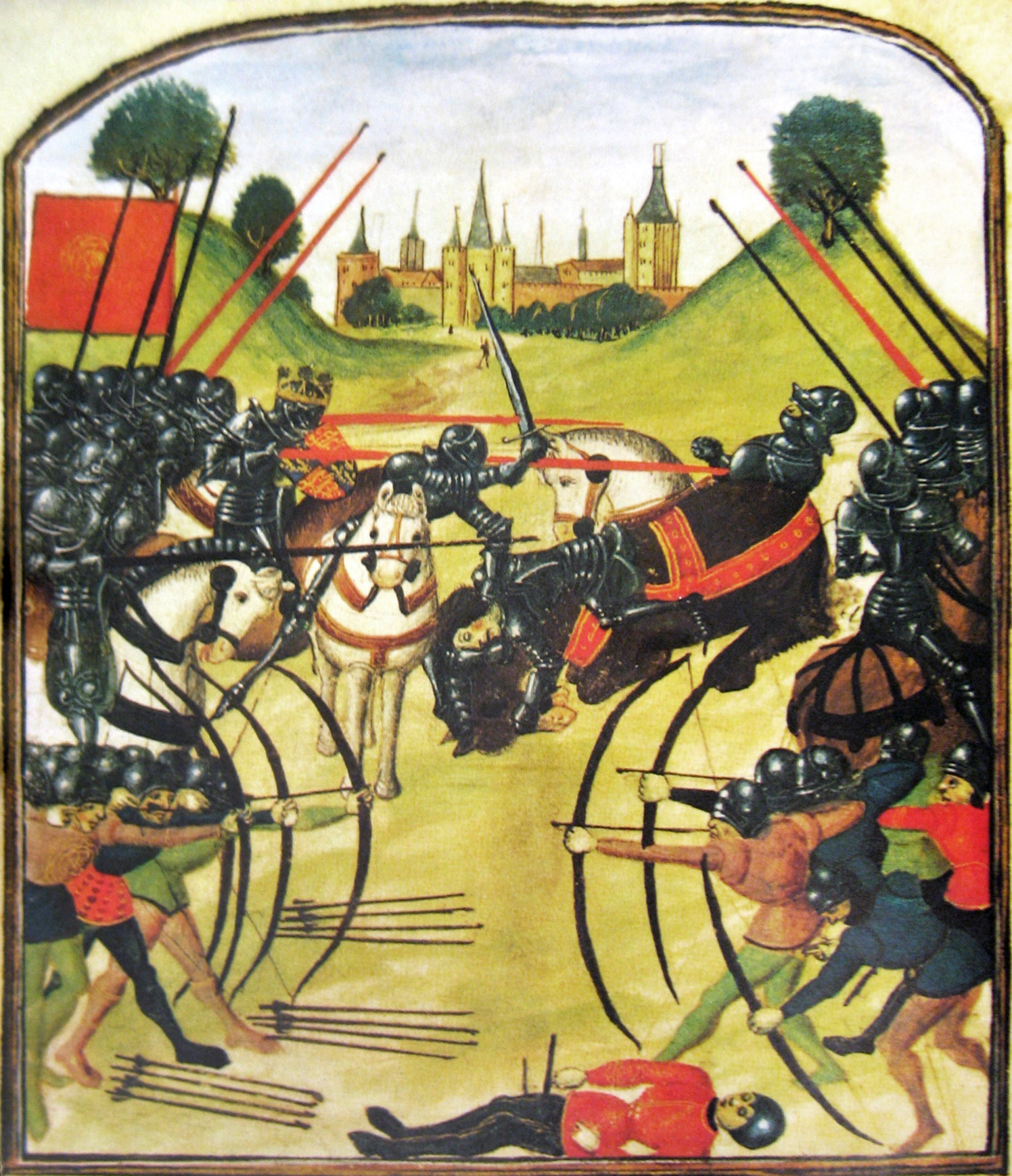
La bataille de Tewkesbury dans le manuscrit de Ghent.

En 1892, Q partit en excursion avec son ami l'illustrateur Alfred Parsons à pied le long du haut cours de la rivière historique Avon (Warwickshire), puis en canot jusqu'à son confluent avec le fleuve Severn. Il évoque au long du poème des lieux historiques situés dans le bassin de la rivière Avon, Malvern (Worcestershire), Evesham, où fut tué et démembré Simon V de Montfort en 1265 à la Bataille de Naseby et Severn Ham, Tewkesbury, où eut lieu la célèbre bataille ayant défait la maison de Lancaster, près de l'Abbaye de Tewkesbury.

#### Les anthologies
L'Oxford Book of English Verse réunit un large choix de poèmes écrits en anglais entre 1250 et 1900. Publié en 1900 chez Oxford University Press, l'anthologie de Q se vendit dès sa première édition à près de 500 000 exemplaires, nombre énorme pour l'époque, et eut un retentissement socio-culturel très important dans le monde anglophone pendant la première moitié du XXe siècle. Sa version compacte sur papier-bible était couramment retrouvée aux quatre coins de l'Empire britannique, voire dans les tranchées et les camps pendant les deux guerres mondiales, et la version cartonnée était devenue un cadeau de mariage incontournable. Q remania son anthologie en 1939, retranchant quelques poèmes et en ajoutant d'autres écrits avant 1918. Sa dédicace s'adressait à « Au président, au corps enseignant et aux érudits de Trinity College (Oxford), maison de culture, ancienne, tolérante, humaine, ma douce nourrice ».
Le magazine satirique Punch salua avec un humour pince-sans-rire la parution de l'anthologie de Q : « [voici] un livre très utile pour ceux qui, ayant quelque habitude de parler en public et aimant embellir leur discours de citations prises dans des œuvres de poètes qu'ils n'ont jamais lues [...] seront vraiment reconnaissants envers l'auteur cultivé qui a placé à leur disposition cet excellent stock. Pour plus d'un discoureur d'après-diner, ou membre de la société cultivée, le livre de Q sera une bénédiction. »
De nos jours, la sélection et la juxtaposition des poèmes, apparemment classés dans l'ordre chronologique, parait avoir obéi à des critères assez mystérieux - voire parfois, même en tenant compte de l'évolution drastique du sens esthétique en l'espace de plus d'un siècle, à un sens de l'humour confinant à la dérision. C'est comme si Q avait choisi certains ensembles de vers pour montrer au lecteur qu'il existe aussi de la mauvais poésie. Selon Jon Coreli, c'est cependant un plaisir toujours vivace de lire es pages. Pour la poésie de la Renaissance, Q établit ainsi un canon qui fera autorité et sera connu comme le « canon victorien », avant d'être détrôné sous l'influence de T. S. Eliot à partir de 1926 et de Yvor Winters en 1939. D'autre part, les amateurs bibliophiles louent dans le blog Goodread.com la maniabilité de l'anthologie, la qualité du papier, la lisibilité de la typographie et la valeur inaltérable de la plupart des œuvres sélectionnées.

#### Écrits didactiques
Q prononça sa leçon inaugurale à Jesus College, Cambridge, le 29 janvier 1913. Par la suite, sa diction parfaite, son élégance de porteur de jaquette, surtout la limpidité de son style et son humour attirèrent régulièrement à ses cours une foule d'étudiants et de gens du monde, en majorité des femmes ; un dessin paru dans The Cambridge Magazine du 2 mai 1914 montre Q s'adressant à un amphithéâtre comble de femmes chapeautées, dont certaines sont assises sur le rebord des fenêtres ou sur les balustrades, voire accroupies ou étendues à ses pieds autour du pupitre. Après la déclaration de guerre et pendant les quatre années suivantes, presque aucun homme jeune n'assistait au cours. Les douze premiers cours de littérature furent réunis et publiés sous le titre Sur l'art d'écrire.
Son cours no 5, intitulé « Interlude sur le jargon », prononcé le 1er mai 1929, suscita l'hilarité de l'assistance et connut un succès particulier ; Q y donnait des exemples de jargon journalistique et de la langue de bois employée par les fonctionnaires ou des hommes politiques connus.
Le cours no 12 (28 janvier 1914), intitulé Murder your darlings, transmit aux étudiants l'expérience de Q comme écrivain et critique littéraire : « Peu de plaisirs deviennent amers aussi rapidement que la lecture des critiques littéraires (de vos œuvres). Chaque fois que vous sentez une forte envie d'écrire une vraiment belle pièce, obéissez à votre impulsion - et de bon cœur – puis détruisez-la avant d'envoyer votre manuscrit à l'impression. Tuez vos chéris ».
Q énonça dans son cours no 7 du 29 mai 1916 quelques règles du bien écrire qui ont gardé toutes leur pertinence :
« 1) Toujours préférer le mot concrêt à son équivalent abstrait 
2) Préférer presque toujours l'expression directe à la circonlocution 
3) Utiliser la forme active et les verbes transitifs, éviter la forme passive qui aboutit à des phrases déroutantes
4) Préférer un mot court à son synonyme plus long
5) Choisir le mot d'origine saxonne au mot provenant de la langue romane ». À noter que Q attribue au beau style concis et précis l'adjectif « masculin » - par opposition « au style mou et inefficace » qu'il désigne comme « neutre «. Cette connotation, si elle fut acceptée avant guerre, fut évidemment dénoncée par la suite dans les milieux littéraires féministes; Margaret Atwood en particulier s'est chargée d'en faire justice dans Women in the Canadian Mosaic (1976).

## Le militantisme social
Souvent d'une élégance frôlant l'excentrique, Q arborait un chapeau melon de teinte assortie à son costume, lui-même fort coloré. Une revue estudiantine de Cambridge qui épinglait tous les professeurs en deux lignes et par ordre alphabétique, écrivit : « Q est Q dans les bottes de feu Verrall. Son domestique utilise ses vieux vêtements comme damier » ; Q opta parallèlement pour des positions intellectuelles progressistes, voire non-conformistes, en accord avec son adhésion au Parti libéral.
Q admira le roman de son ami Thomas Hardy The Woodlanders, d'ailleurs l'œuvre préférée de l'auteur, malgré son côté choquant pour la morale victorienne, et fit savoir dans le Saturday Review d'avril 1887 que c'était là, selon lui, « le meilleur roman que Hardy ait écrit ».
En 1910, alors que le mouvement des suffragettes monte en puissance, Q publia Lady-Good-for-Nothing: A Man's Portrait of a Woman ("Mme Bonne-à-rien : portrait d'une femme par un homme"), une biographie à connotations favorables de Lady Agnes Surriage Frankland (en), humble servante de taverne du Massachusetts qui épousa en 1746 un riche lord et en 1755 le sauva de la mort lors du Tremblement de terre de Lisbonne.
Cependant, il avait déjà publié plusieurs années auparavant des romans défendant la condition féminine : Hetty Wolsey (1903) décrit la vie d'une des nombreux enfants du clergyman Samuel Wesley, Hetty, femme écrasée par un milieu familial machiste et hyper-religieux.
Ia (1896) est une jeune fille des classes populaires qui, amoureuse sans espoir d'un homme riche, se dévoue aux malades lors d'une épidémie.
The Westcotes (1902) met en scène un personnage inhabituel : une célibataire d'âge mûr, peu avantagée par la nature, amoureuse d'un homme séduisant et plus jeune qu'elle.
Q a aussi décrit les tourments de cas sociaux rejetés par les conventions de la morale victorienne : l'officier qualifié de lâche, et les enfants des classes sous-pauvres. Ainsi Fort Amity a pour anti-héros un jeune officier britannique qui, pris dans la terrible Guerre de la Conquête, le front nord-américain de la guerre de Sept Ans), se désespère, et True Tilda décrit l'errance de deux enfants perdus et d'un chien le long de l'Avon.
Deux des œuvres de Q reflètent plus particulièrement l'aspect matériel de ses préoccupations sociales : Shining Ferry a pour thème l'amélioration de l'éducation élémentaire des classes défavorisées - et Brother Copas décrit le milieu hospitalier caritatif. Q fut en effet président de la « Commission éducative du comté » (County Education Committee) de 1923 à 1931, et chargé de contrôler l'enseignement public dans la région défavorisée qu'était alors les Cornouailles : à ce titre, il effectua de nombreuses inspections d'écoles dans des villages reculés et difficiles d'accès, et contribua efficacement à la construction de nouveaux locaux et à la nomination de professeurs. Il fut aidé en cela par l'arrivée au pouvoir du Parti libéral, due au bouleversement des élections de 1906 et la promulgation des Liberal welfare reforms (en). La carrière de son élève et ami l'homme de lettres A. L. Rowse est un exemple de l'ascension sociale permise par l'accès de toutes les couches sociales à l'instruction
Q a donné en 1927 un éclat particulier à la célébration du 25e anniversaire de l'Education Act 1902 (en), d'ailleurs paradoxalement voté alors que Lord Arthur Balfour dirigeait un gouvernement conservateur.

## La postérité

### L'héritage culturel
« Murder your darlings » ("Assassinez vos chéris") : cette recommandation, équivalent à « Épurez sévèrement vos écrits », que Q a placée dans ses leçons sur l'art d'écrire prononcées à Cambridge, et réunies puis publiées sous le titre « De l'Art d'écrire » en 1916, est devenue un axiome pour les écrivains, et est aussi utilisée dans la vie courante. Elle a peut-être été à l'origine du titre du film Kill Your Darlings (film, 2006) (en) ; d'ailleurs, si l'on tape Murder your Darlings sur Wikipedia.en, on se trouve renvoyé à l'article Arthur Quiller-Couch. D'autre part, il est à noter que le nom de famille des jeunes Londoniens, Miss Wendy et ses petits frères, que Peter Pan emmêne dans son univers est Darling. Un commentaire élogieux de l'expression (ainsi qu'une bonne photo de Q âgé à son bureau) est visible en ligne. En revanche, un avis contraire est visible et consultable, lui aussi en ligne.
Delectable Duchy et le titre que Q a donné à un recueil dédié aux Cornouailles, le premier à désigner ainsi cette belle région.
Au moment de le sélectionner et de l'inclure dans son anthologie, Q a nommé Invictus un poème à l'origine sans titre écrit par William Ernest Henley en 1875 ; de la même veine stoïciste victorienne que If de Kipling datant de 1895, ou Vitai Lampada de Henry Newbolt, écrit en 1892, il s'est ainsi trouvé sauvé de l'oubli et a ensuite connu une étrange popularité : favori de Franklin D. Roosevelt et de Nelson Mandela, il sera aussi utilisé dans des clips publicitaires, des chansons et des jeux vidéo, et est récité en 2001 avant son injection létale par un des terroristes coupables de l'Attentat d'Oklahoma City.
Ellester Trevor a donné, en hommage à Sir Arthur Quiller-Couch, le nom de Quiller au héros d'une série de romans d'espionnage. Quiller est un frère froid, asocial et cynique de James Bond et de SAS, qui a connu un grand succès de 1965 (The Quiller Manifesto) à 1995 (Quiller Balalaïka).

### Adaptations
Dans Desert Island Discs (en), célèbre émission de radio de la BBC ayant débuté en 1942, un (ou une) intellectuel(le) connu(e), supposé(e) seul(e) sur une île déserte et déjà muni(e) des œuvres complêtes de Shakespeare, doit donner le titre d'une autre œuvre littéraire qu'il/elle choisirait pour agrémenter sa solitude. Questionné en janvier 1953, Wilfred Pickles assura qu'il emporterait aussi The Oxford Book of English Verse de A. Quiller-Couch.
En 1958, la BBC a d'ailleurs consacré une émission à Q, Scholar among Gentlemen and Gentleman among Scholars.
Une autre série télévisuelle britannique a connu un grand succès de 1975 à 1992 ; créée par John Mortimer, elle a pour cadre le tribunal de l'Old Bailey et pour personnage principal un avocat retors, Horace Rumpole, joué par Leo McKern. Rumpole of the Bailey a pour principe de ne jamais plaider coupable et son vademecum est l'anthologie poétique de Q acquise en 1923 ; il est aussi le héros de nombreuses nouvelles de John Mortimer.
The Last Romantics est une série télévisuelle de la BBC (1992) qui explore la relation triangulaire entre les étudiants en lettres de Cambridge - leur professeur, Q (joué par Leo McKern) - et son élève F. R. Leavis.
Le roman de Q, True Tilda paru en 1908, décrivant les aventures de deux enfants perdus et d'un chien errant le long de l'Avon, a servi de scénario à une série télévisuelle pour enfants de la BBC.

### Honneurs, monuments

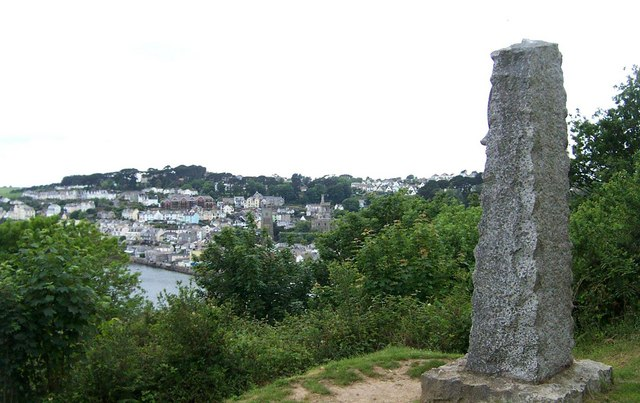
Monolithe commémorant Sir Arthur Quiller-Couch et son œuvre, avec, au-dessus de la dédicace, un Q majuscule sculpté dans le granit et tourné vers la ville en contrebas.

Q a toujours apprécié le décorum et la pompe, parfois sans doute avec l'esprit pince-sans-rire. Ainsi se faisait-il escorter par ses pairs, puis par le personnel de la gare, lorsqu'il quittait Cambridge par le train, au début des vacances d'été, pour rejoindre Fowey, et un des membres de la suite portait le chapeau de voyage du maître. Il a accepté l'honneur d'être nommé professeur honoraire par les universités d'Oxford, Aberdeen et d'Édimbourg, et aussi freeman (citoyen d'honneur) de Bodmin et Truro, et maire de Fowey (1937-1938). Il avait été nommé Knight Bachelor par le roi en 1910, et Barde par l'association celtique Gorsedh Kernow en 1928.
Mais Q a vraiment exercé une action sociale importante, en tant que juge de paix et membre du conseil municipal de Fowey. De plus, « l'influence des réformes qu'il a proposées est encore perceptible dans le système d'éducation (appelé grammar schools) des Cornouailles ».
Un DVD, Q, a great Cornishman, retraçant la vie de Q, a été édité par le Q Memorial Fund.
Son travail d'archéologue est reconnu. Q a contribué à la conservation des artefacts corniques originaux que sont les puits sacrés (holy wells),, et à la perpétuation d'une tradition culturelle cornique, la Cornish dance, tant par ses écrits qu'en organisant les festivités à Fowey.
À St John's College (Oxford) une salle de conférence a été baptisée « Quiller-Couch Room ».
Un prix de littérature dédié à Arthur Quiller-Couch a été créé par l'université de Cambridge, le Quiller-Couch Prize for Creative Writing, destiné à récompenser de jeunes écrivains prometteurs. Il a été attribué à Jenn Ashworth en 2003, Nick Laird en 2010, et à Jess Hyslop, pour sa nouvelle Augury, en 2010.
Son ami et biographe, l'universitaire F. Brittain, qui met en exergue le chevaleresque et utopiste héros du roman Sir John Constantine (1906) comme reflétant le mieux la personnalité de son auteur, a rappelé en conclusion de son livre que :

« Q restera présent dans la postérité pour de nombreuses raisons [...] comme un original, un humoriste, un causeur captivant, un hôte charmant et généreux, et un ami pour tous ceux qui ont eu recours à lui quand ils avaient des difficultés de tout ordre [..]. un grand Cornique. »

### Autres sources
- (en) Cet article est partiellement ou en totalité issu de l’article de Wikipédia en anglais intitulé « Arthur Quiller-Couch » (voir la liste des auteurs).

- (en) Cet article est partiellement ou en totalité issu de l’article de Wikipédia en anglais intitulé « Oxford Book of English Verse » (voir la liste des auteurs).